# Smyków (Smyków)
Pour les articles homonymes, voir Smyków.
Smyków est un village de la voïvodie de Sainte-Croix et du powiat de Końskie. Il est le siège de la gmina de Smyków et compte environ 290 habitants.